# Кейдж Бейкер
Кейдж Бе́йкер — американська письменниця, що працювала в жанрах наукової фантастики та фентезі. Знана серією романів із циклу «Компанія» на тему мандрівок у часі.

## Біографія
Народилася 10 червня 1952 року в Голлівуді, Каліфорнія, США, де провела своє дитинство. Пізніше також жила у Пісмо-Біч. Перш ніж, стати професійною письменницею, Бейкер впродовж багатьох років займалася театром, окремо викладала англійську мову єлизаветинської епохи. Ім'я Кейдж — це комбінація імен її бабусь, Кейт та Джіневри. Бейкер мала синдром Аспергера.
Насамперед знана як авторка науково-фантастичної книжкової серії про подорожі в часі «Компанія». 1997 року почала публікувати коротку прозу на сторінках журналу «Азімовз сайнс фікшн». Цього ж року вийшов її дебютний роман — «В Іденському саду» [In the Garden of Iden]. Серед інших її творів: роман «Мендоза в Голлівуді» [Mendoza in Hollywood, 2000] та повість «Імператриця Марса» [The Empress of Mars, 2003], яка здобула меморіальну премію імені Теодора Стерджона та номінувалася на премію «Г'юго».
2009 року її оповідання «Печери таємниці» [Caverns of Mystery] та роман «The House of the Stag» номінувалися на Всесвітню премію фентезі, але нагороди так і не здобули.
У січні 2010 року стало відомо, що Бейкер серйозно хворіє на рак матки. Письменниця померла 31 січня 2010 року в Пісмо-Біч.
2010 року її повість «Жінки Нелл Ґвін» [The Women of Nell Gwynne's] номінувалася на премію «Г'юго» та Всесвітню премію фентезі у категорії «найкраща повість». 15 травня 2010 року цей твір здобув премію «Неб'юла» за 2009 рік у категорії «Найкраща повість».
В останні роки свого життя Бейкер робила огляди на німі фільми. Багато з її оглядів увійшли в посмертну збірку «Стародавні ракети. Скарби та невдачі німого кіно» [Ancient Rockets: Treasures and Trainwrecks of the Silent Screen 2011], редактором якої стала Кетлін Батолем'ю, сестра Кейдж. Крім того, скориставшись великою кількістю нотаток Бейкер, Кетлін закінчила незавершений роман «Нелл Ґвін на землі та на морі» [Nell Gwynne's On Land and At Sea], який вийшов друком 2012 року.